# Alexander Loveday
Alexander Loveday, född 26 november 1888, död 19 januari 1962, var en brittisk ekonom. 
Loveday tog 1919 en plats som ekonomisk expert i Nationernas förbunds sekretariat i Genève, där han 1931 blev chef för den finansiella organisationen och 1939 chef för ekonomi, finans och transitorganisationen.
Loveday invaldes 1932 som ledamot av Vetenskapsakademien i Stockholm.